# 比利亚富夫雷
比利亚富夫雷，是西班牙坎塔布里亚的一个市镇。总面积30平方公里，总人口1149人（2001年），人口密度38人/平方公里。